# National Women's Hall of Fame

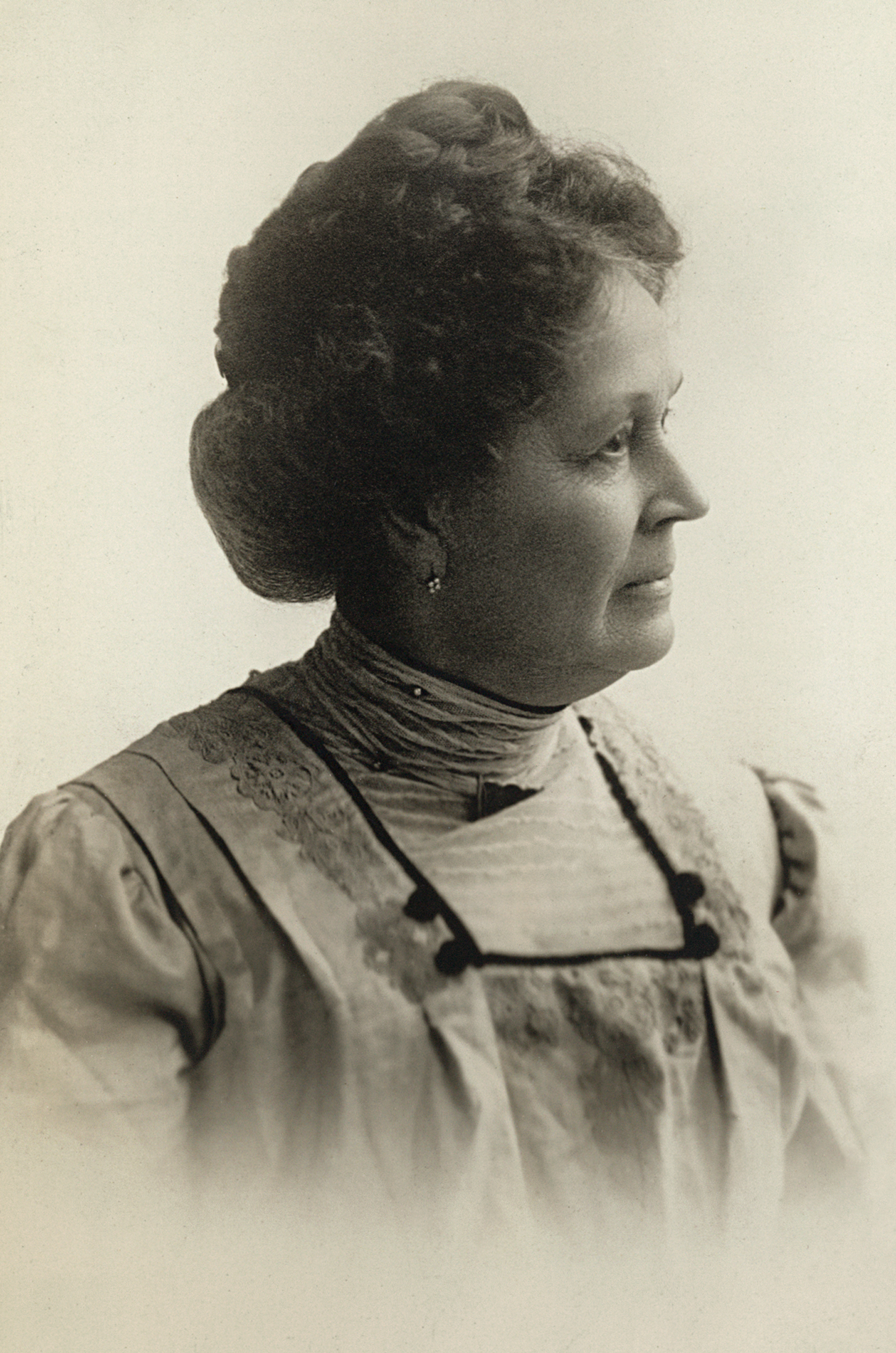
La suffragette Emma Smith DeVoe (1848-1927), inscrite au National Women's Hall of Fame.

Le National Women's Hall of Fame (« musée national des femmes célèbres »), fondé en 1969 à Seneca Falls, est un musée américain qui honore et perpétue la mémoire des citoyennes américaines qui se sont particulièrement illustrées dans le domaine des arts, des humanités, des sciences, de la politique, des affaires ou du sport.

## Présentation
En 1848, dans la ville de Seneca Falls (État de New York), se tient la première convention pour les droits des femmes aux États-Unis. Le National Women's Hall of Fame est fondé en 1969 sur le lieu de cet événement national.
Le Hall se trouve au Eisenhower College (en) jusqu'en 1979, puis l'organisation fait l'acquisition du bâtiment d'une banque dans le district historique de Seneca Falls, au 76 Fall Street, et le rénove pour y abriter l'exposition permanente du musée et ses bureaux.
Le National Women's Hall of Fame distingue les Américaines selon un processus rigoureux impliquant des représentants de l'ensemble du pays et des organisations de divers domaines d'expertise. Les femmes sont sélectionnées sur la base du ou des changements qu'elles ont apportés et qui affectent les aspects sociaux, culturels ou économiques de la société ; l'impact national ou global de leur réalisation, ainsi que son aspect durable dans l'histoire.

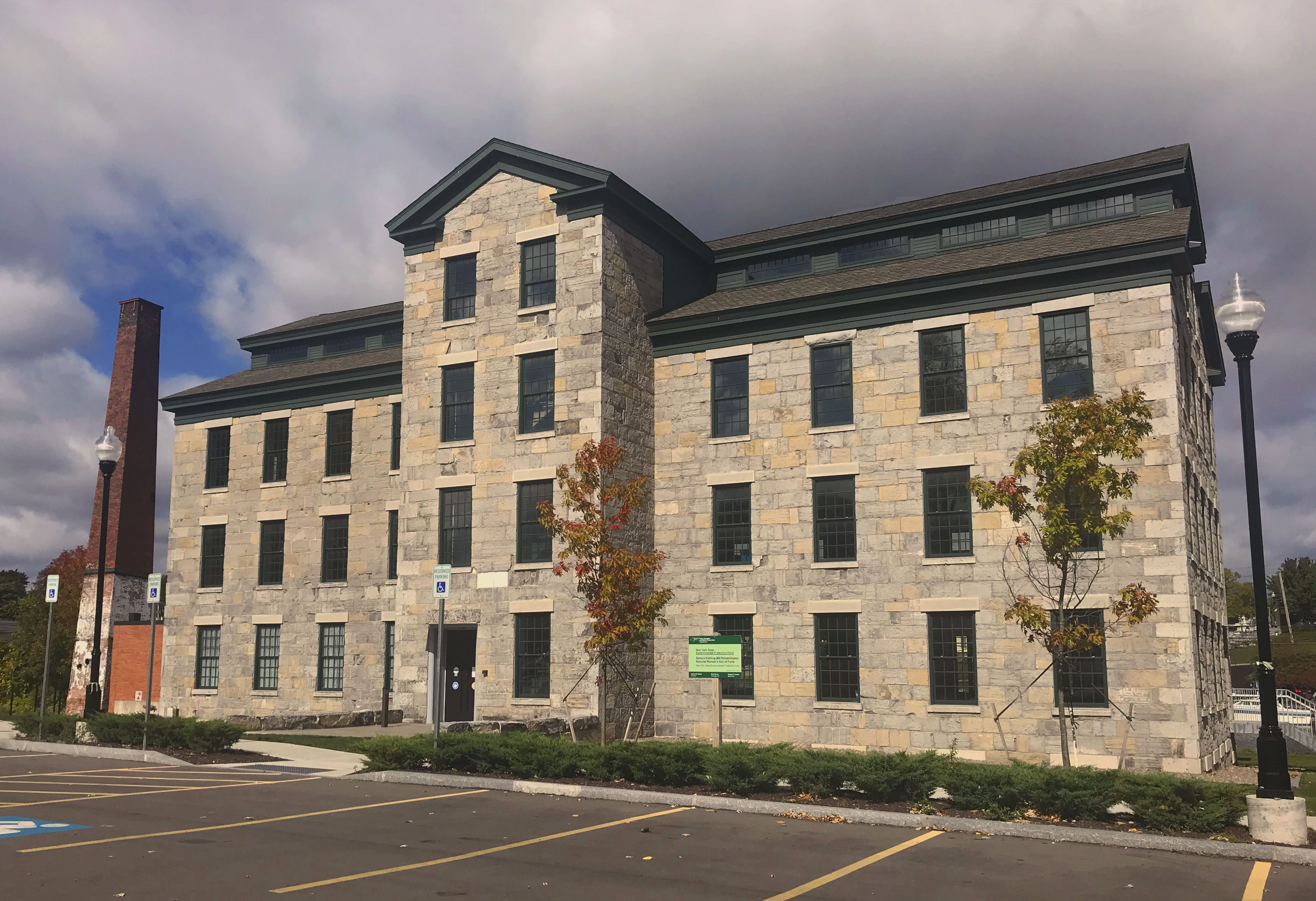
Siège depuis 2020.

## Listes des citoyennes américaines honorées
- Faye Glenn Abdellah, infirmière
- Bella Abzug, femme politique et féministe
- Abigail Adams, Première dame
- Jane Addams, réformatrice sociale
- Madeleine Albright, diplomate
- Tenley Albright, patineuse
- Louisa May Alcott, romancière
- Florence Ellinwood Allen, magistrate
- Gloria Allred, militante des droits civiques
- Linda G. Alvarado (en), femme d'affaires
- Dorothy H. Andersen, pédiatre
- Marian Anderson, cantatrice
- Ethel Percy Andrus (en), enseignante
- Maya Angelou, écrivaine et militante des droits civiques
- Susan B. Anthony, suffragiste
- Virginia Apgar, anesthésiste
- Ella Baker, militante des droits civiques
- Lucille Ball, actrice
- Ann Bancroft, exploratrice
- Clara Barton, fondatrice de la Croix-Rouge américaine
- Eleanor K. Baum (en), ingénieure
- Ruth Benedict, anthropologue
- Mary McLeod Bethune, militante des droits civiques
- Antoinette Blackwell, pasteur
- Elizabeth Blackwell, médecin
- Emily Blackwell, médecin
- Amelia Bloomer, féministe et militante du mouvement de tempérence
- Margaret Bourke-White, photographe
- Lydia Moss Bradley, philanthrope
- Myra Bradwell (en), juriste
- Mary Carson Breckinridge (en), infirmière
- Gwendolyn Brooks, poétesse
- Pearl Buck, écrivaine
- Betty Bumpers (en), militante pour la vaccination des enfants et pacifiste
- Charlotte Anne Bunch, universitaire et féministe
- Octavia E. Butler, écrivaine[2]
- St. Frances Xavier Cabrini, religieuse
- Annie Jump Cannon, astronome
- Rachel Carson, biologiste
- Rosalynn Carter, Première dame
- Mary Ann Shadd Cary, journaliste et avocate
- Mary Cassatt, peintre
- Willa Cather, romancière
- Carrie Chapman Catt, suffragiste
- Judy Chicago, artiste[2]
- Lydia Maria Child, abolitionniste et féministe
- Shirley Chisholm, femme politique
- Hillary Clinton, femme politique
- Jacqueline Cochran, aviatrice
- Elizabeth Jane Cochrane (Nellie Bly), journaliste
- Bessie Coleman, aviatrice
- Eileen Collins, astronaute
- Ruth Johnson Colvin (en), militante contre l'illettrisme
- Rita Rossi Colwell, microbiologiste
- Joan Ganz Cooney (en), personnalité de la télévision
- Mother Marianne Cope, religieuse
- Gerty Theresa Radnitz Cori, biologiste
- Jane Cunningham Croly, journaliste, femme de lettres et féministe
- Matilda Cuomo, Première dame de New York
- Angela Davis, militante des droits civiques
- Paulina Kellogg Wright Davis, abolitionniste et suffragette
- Dorothy Day, journaliste et militante
- Marian de Forest, féministe
- Donna De Varona, nageuse
- Sarah Deer (en), universitaire
- Emma Smith DeVoe, suffragette
- Emily Dickinson, poétesse
- Dorothea Dix, infirmière et militante pour les personnes handicapées
- Elizabeth Dole, femme politique
- Marjory Stoneman Douglas, environnementaliste
- Anne Dallas Dudley, suffragiste
- Mary Barret Dyer, puritaine
- Amelia Earhart, aviatrice
- Sylvia A. Earle, océanographe
- Catherine East, féministe
- Crystal Eastman, suffragiste
- Mary Baker Eddy, militante chrétienne
- Marian Wright Edelman, militante des droits civiques
- Gertrude Ederle, nageuse
- Gertrude Elion, pharmacologue, virologue, immunologue et biochimiste
- Alice Catherine Evans, microbiologiste
- Geraldine Ferraro, femme politique
- Ella Fitzgerald, chanteuse
- Jane Fonda, actrice
- Aretha Franklin, chanteuse
- Betty Friedan, féministe
- Margaret Fuller, féministe
- Matilda Joslyn Gage, féministe et abolitionniste
- Althea Gibson, joueuse de tennis
- Lillian Moller Gilbreth, psychologue et ingénieure industrielle
- Charlotte Perkins Gilman, suffragette et philosophe sociale
- Ruth Bader Ginsburg, magistrate
- Katharine Graham, patronne de presse
- Ella T. Grasso, femme politique
- Martha Wright Griffiths, femme politique
- Sarah Grimké, militante abolitionniste et féministe
- Angelina Emily Grimke Weld, militante abolitionniste et féministe
- Mary Hallaren, officier de l'armée
- Rebecca S. Halstead (en), officier de l'armée[2]
- Fannie Lou Hamer, militante des droits civiques
- Alice Hamilton, universitaire
- Mia Hamm, footballeuse[2]
- Lorraine Hansberry, dramaturge
- Joy Harjo, poétesse[2]
- Martha Matilda Harper, femme d'affaires
- Patricia Roberts Harris, femme politique
- Helen Hayes, actrice
- Dorothy Height, militante des droits civiques
- Beatrice A. Hicks, ingénieure
- Barbara Hillary, exploratrice
- Oveta Culp Hobby, femme politique
- Barbara Holdridge (en), femme d'affaires
- Wilhelmina Cole Holladay, collectioneuse
- Jeanne Holm (en), officier de l'armée
- Bertha Holt (en), militante engagée sur l'adoption
- Grace Murray Hopper, informaticienne
- Julia Ward Howe, militante abolitionniste
- Emily Howland, philanthrope et éducatrice
- Dolores Huerta, syndicaliste
- Helen LaKelly Hunt (en), philanthrope
- Swanee Hunt (en), diplomate
- Zora Neale Hurston, écrivaine et anthropologue
- Anne Hutchinson, puritaine
- Shirley Ann Jackson, psychiatre
- Victoria Jackson (en), entrepreneuse
- Mary Jacobi, médecin et suffragette
- Frances Wisebart Jacobs, philanthrope
- Mae Jemison, astronaute
- Barbara Rose Johns (en), militante des droits civiques
- Katherine Johnson, physicienne, mathématicienne et ingénieure spatiale[2]
- Mary Harris Jones, syndicaliste
- Barbara Jordan, joueuse de tennis
- Helen Keller, une autrice, conférencière et militante politique
- Leontine T. Kelly (en), évêque
- Frances Kathleen Oldham Kelsey, pharmacologue et médecin
- Nannerl O. Keohane (en), présidente d'université
- Billie Jean King, joueuse de tennis
- Elisabeth Kübler-Ross, psychiatre
- Maggie Kuhn, militante contre l'agisme
- Stephanie L. Kwolek, chimiste
- Susette La Flesche, activiste de la cause des Amérindiens
- Henrietta Lacks, personnalité de l'histoire de la médecine
- Winona LaDuke, femme politique
- Dorothea Lange, photographe
- Mildred Robbins Leet (en), entrepreneur and philanthrope
- Maya Lin, architecte
- Anne Morrow Lindbergh, aviatrice
- Patricia Locke (en), militante en faveur des droits des indigènes
- Belva Lockwood, militante des droits civiques
- Juliette Gordon Low, fondatrice des Girl Scouts of the USA
- Clare Boothe Luce, femme politique et diplomate
- Shannon Lucid, astronaute
- Mary Lyon, présidente d'université
- Anne Sullivan, éducatrice
- Mary Eliza Mahoney, infirmière
- Nicole Malachowski, officier de l'armée
- Wilma Mankiller, cheffe de la Nation Cherokee
- Maria Goeppert-Mayer, physicienne
- Barbara McClintock, scientifique
- Katharine McCormick, suffragette et philanthrope
- Louise McManus (en), infirmière
- Margaret Mead, anthropologue
- Patsy Mink, femme politique
- Maria Mitchell, astronome
- Toni Morrison, écrivaine
- Constance Baker Motley, femme politique et magistrate
- Lucretia Mott, militante abolitionniste et suffragiste
- Kate Mullany (en), syndicaliste
- Aimee Mullins, athlète handisport
- Carol Mutter (en), officier de l'armée
- Indra Nooyi, femme d'affaires[2]
- Antonia Novello, médecin
- Michelle Obama, Première dame[2]
- Annie Oakley, tireuse
- Sandra Day O'Connor, magistrate
- Georgia O'Keeffe, peintre
- Rose O'Neill, dessinatrice
- Rosa Parks, militante des droits civiques
- Alice Paul, suffragette
- Mary Engle Pennington, chimiste, bactériologiste et ingénieur
- Frances Perkins, femme politique
- Esther Peterson (en), haut fonctionnaire
- Jeannette Rankin, femme politique
- Judith Pipher, astrophysicienne
- Janet Reno, femme politique
- Ellen Richards, fondatrice du mouvement d'économie domestique
- Linda Richards, infirmière
- Sally Ride, astronaute
- Rozanne L. Ridgway, diplomate
- Edith Nourse Rogers, femme politique
- Eleanor Roosevelt, Première dame
- Ernestine Rose, militante féministe et abolitionniste
- Elaine Roulet (en), religieuse
- Janet Rowley, généticienne
- Wilma Rudolph, athlète
- Josephine St. Pierre Ruffin, éditrice et journaliste
- Florence Rena Sabin, médecin,
- Sacagawea, Amérindienne
- Margaret Sanger, militante pour la contraception
- Katherine Siva Saubel (en), militante native-américaine
- Betty Bone Schiess (en), prêtre
- Patricia Schroeder, femme politique
- Felice Schwartz (en), militante féministe et des droits civiques
- Blanche Stuart Scott, aviatrice
- Florence B. Seibert, biologiste
- Elizabeth Bayley Seton, religieuse
- Anna Howard Shaw, médecin et suffragette
- Eunice Kennedy Shriver, fondatrice des Jeux olympiques spéciaux
- Muriel Siebert, femme d'affaires
- Beverly Sills, artiste lyrique
- Louise Slaughter, femme politique
- Bessie Smith, chanteuse
- Margaret Chase Smith, femme politique
- Sophia Smith (en), fondatrice d'université
- Hannah G. Solomon (en), fondatrice du National Council of Jewish Women
- Sonia Sotomayor, magistrate
- Laurie Spiegel, compositrice
- Elizabeth Cady Stanton, suffragiste
- Gloria Steinem, féministe
- Helen Stephens, athlète
- Nettie Stevens, généticienne
- Lucy Stone, militante féministe et abolitionniste
- Harriet Beecher Stowe, militante féministe et abolitionniste
- Harriet Williams Russell Strong, militante pour la conservation de la nature
- Henrietta Szold, militante sioniste
- Mary Burnett Talbert (en), réformatrice sociale et suffragiste
- Maria Tallchief, danseuse
- Ida Minerva Tarbell, journaliste
- Helen Taussig, cardiologue
- Mary Church Terrell, militante des droits civiques
- Sojourner Truth, militante féministe et abolitionniste
- Harriet Tubman, militante féministe et abolitionniste
- Wilma Vaught (en), officier de l'armée
- Florence Wald (en), infirmière
- Lillian Wald, réformatrice sociale
- Madam C.J. Walker (Sarah Breedlove), femme d'affaires
- Mary Edwards Walker, médecin
- Emily Howell Warner (en), aviatrice
- Mercy Otis Warren, femme de lettres
- Alice Waters, restauratrice
- Faye Wattleton (en), militante du planning familial
- Annie Dodge Wauneka (en), cadre de la nation Navajo
- Ida B. Wells, journaliste
- Eudora Welty, romancière, nouvelliste et photographe
- Edith Wharton, femme de lettres
- Sheila Widnall, scientifique
- Frances Willard, suffragette
- Oprah Winfrey, personnalité de la télévision
- Sarah Winnemucca, écrivaine amérindienne
- Flossie Wong-Staal, virologue
- Victoria Woodhull, femme politique et féministe
- Frances Wright, libre-penseuse, féministe et abolitionniste
- Chien-Shiung Wu, physicienne
- Rosalyn Yalow, chercheuse en physique médicale
- Gloria Yerkovich (en), militante pour le droit des victimes
- Mildred Didrikson Zaharias, sportive
- Nellie Bly, journaliste